# 築館インターチェンジ
築館インターチェンジ（つきだてインターチェンジ）は、宮城県栗原市築館にある、東北自動車道のインターチェンジ。

## 道路
- E4 東北自動車道（32番）
- 接続する道路：国道4号

栗原市役所が置かれている築館地区（旧栗原郡築館町）への最寄りとなるインターであり、市内を東西に貫く国道398号にも近い。

## 料金所
- ブース数：6

### 入口
- ブース数：2
  - ETC専用：1
  - 一般：1

### 出口
- ブース数：3
  - ETC専用：1
  - 一般：1
  - 予備  : 1

## 周辺
- 伊豆沼
- 内沼

## 隣
E4 東北自動車道
(31)古川IC - (31-1)長者原SA/スマートIC - (32)築館IC - 栗原IC（事業中） - 志波姫PA - (33)若柳金成IC